# Morti il 20 ottobre
| Questa pagina contiene informazioni ricavate automaticamente dalle voci biografiche con l'ausilio del template Bio e di un bot. L'aggiornamento è periodico e automatico e ricostruisce completamente la pagina. Se manca una persona in questa lista, sei pregato di non aggiungerla, ma accertati piuttosto che la sua voce biografica contenga il template Bio e che i dati anagrafici siano correttamente compilati. Se il template Bio manca, inseriscilo tu stesso o, in alternativa, metti l'avviso {{tmp\|Bio}} che ne segnala la mancanza. Se i dati riportati sono sbagliati, correggi direttamente la voce biografica; le modifiche saranno visibili in questa lista entro pochi giorni. Per chiarimenti vedi il progetto biografie. La lista contiene solo le 507 persone che sono citate nell'enciclopedia e per le quali è stato implementato correttamente il template Bio. Pagina aggiornata al 13 ago 2025. |

## V secolo(1)
- 460 - Elia Eudocia, imperatrice bizantina

## VII secolo(1)
- 609 - Ursicino, vescovo italiano (n. 529)

## VIII secolo(1)
- 740 - Acca di Hexham, vescovo, santo e abate britannico

## IX secolo(1)
- 837 - Ugo di Tours, conte franco

## XI secolo(1)
- 1008 - Abd al-Malik al-Muzaffar, politico

## XII secolo(4)
- 1122 - Ralph d'Escures, abate, vescovo e arcivescovo normanno
- 1139 - Enrico X di Baviera, nobile tedesco (n. 1108)
- 1187 - Papa Urbano III, papa, arcivescovo cattolico e cardinale italiano
- 1193 - Burgundio Pisano, giurista e traduttore italiano (n. 1110)

## XIII secolo(1)
- 1283 - Pietro di Castiglia, principe spagnolo (n. 1260)

## XIV secolo(4)
- 1327 - Teresa di Entenza, nobildonna spagnola (n. 1300)
- 1330 - Berengario di Landorra, religioso e arcivescovo cattolico francese (n. 1262)
- 1347 - Adolfo II, conte di Mark, conte
- 1387 - Caterina Colombini, monaca cristiana italiana

## XV secolo(6)
- 1401 - Klaus Störtebeker, pirata tedesco (n. 1360)
- 1409 - Giacomo Strepa, arcivescovo cattolico, beato e francescano polacco
- 1427 - Raffaele Raimondi, giurista italiano (n. 1377)
- 1443 - Giovanni di Ragusa, cardinale croato
- 1493 - Giovanni Conti, cardinale e arcivescovo cattolico italiano (n. 1414)
- 1498 - Davud Pascià, generale albanese (n. 1446)

## XVI secolo(19)
- 1523 - Ercole d'Este, nobile
- 1524 - Thomas Linacre, medico e umanista inglese
- 1526 - Bianca Maria Scapardone, nobildonna italiana
- 1538 - Francesco Maria I della Rovere, nobile e condottiero italiano (n. 1490)
- 1545 - Jacopo V Appiano, nobile (n. 1480)
- 1549 - Trifone Gabriel, umanista italiano (n. 1470)
- 1552 - Renato I di Rohan, condottiero francese (n. 1516)
- 1559 - Margherita di Vendôme, nobile francese (n. 1516)
- 1564 - Vincenzo Maggi, filosofo e letterato italiano (n. 1498)
- 1570 - João de Barros, scrittore e storico portoghese (n. 1496)
- 1570 - Francesco Laparelli, architetto italiano (n. 1521)
- 1573 - Alvaro de Sande, generale spagnolo (n. 1489)
- 1575 - Cornelis Floris de Vriendt, architetto fiammingo (n. 1514)
- 1587 - Bianca Cappello, nobildonna italiana (n. 1548)
- 1587 - Anne de Joyeuse, nobile francese (n. 1560)
- 1592 - Jerónimo Doménech, gesuita spagnolo (n. 1516)
- 1594 - Alvise Corner, vescovo cattolico italiano (n. 1558)
- 1595 - Felice Figliucci, umanista, filosofo e teologo italiano (n. 1518)
- 1598 - Agostino Cusani, cardinale italiano (n. 1542)

## XVII secolo(15)
- 1603 - Giovanni Pietro Maffei, religioso e scrittore italiano (n. 1536)
- 1614 - Ciriaco Mattei, nobile e collezionista d'arte italiano (n. 1545)
- 1618 - Orsola Benincasa, religiosa e mistica italiana (n. 1547)
- 1631 - Michael Maestlin, astronomo e matematico tedesco (n. 1550)
- 1640 - Francesca Caterina di Savoia, principessa e religiosa italiana (n. 1595)
- 1645 - François Sublet de Noyers, politico e nobile francese (n. 1589)
- 1657 - Alessandro Costantini, organista e compositore italiano
- 1663 - Raphael Cotoner, militare spagnolo (n. 1601)
- 1670 - Giorgio Darmini, vescovo cattolico italiano (n. 1593)
- 1673 - Barent Fabritius, pittore, incisore e disegnatore olandese (n. 1624)
- 1676 - Fazıl Ahmed Köprülü, militare ottomano (n. 1635)
- 1685 - Robert Bruce, II conte di Elgin, nobile e politico scozzese (n. 1626)
- 1691 - Isaac de Benserade, poeta e librettista francese (n. 1613)
- 1694 - Cristiano II di Sassonia-Merseburg, duca (n. 1653)
- 1695 - Henry Basnage, avvocato francese (n. 1615)

## XVIII secolo(19)
- 1704 - Mary Villiers, duchessa di Buckingham, nobildonna inglese (n. 1638)
- 1713 - Archibald Pitcairne, medico scozzese (n. 1652)
- 1715 - Carlo Donelli, pittore italiano (n. 1661)
- 1715 - Mainardo II di Hohenzollern-Sigmaringen, principe (n. 1673)
- 1720 - Casimir Freschot, storico e traduttore francese
- 1729 - Edward Montagu, III conte di Sandwich, nobile inglese (n. 1670)
- 1730 - Carlo Collicola, cardinale italiano (n. 1682)
- 1733 - Pierre Dandrieu, organista, compositore e prete francese (n. 1661)
- 1740 - Carlo VI d'Asburgo, sovrano (n. 1685)
- 1746 - Blaise Joseph Ollivier, ingegnere francese (n. 1701)
- 1758 - Charles Spencer, III duca di Marlborough, nobile, politico e militare britannico (n. 1706)
- 1767 - Antoine Bandieri de Laval, ballerino e coreografo francese (n. 1688)
- 1768 - Silahdar Hamza Mahir Pascià, politico ottomano (n. 1727)
- 1775 - Venanzio Lupacchini, medico e letterato italiano (n. 1730)
- 1780 - Caio Domenico Gallo, storico e letterato italiano (n. 1697)
- 1789 - Anne Lennox, nobildonna britannica (n. 1703)
- 1794 - James Adam, architetto scozzese (n. 1732)
- 1795 - Giambattista Verci, scrittore e storico italiano (n. 1739)
- 1799 - James Iredell, giudice statunitense (n. 1751)

## XIX secolo(59)
- 1803 - Gaetano Cottone, principe di Castelnuovo, nobile e politico italiano (n. 1714)
- 1804 - William FitzGerald, II duca di Leinster, nobile, politico e poeta irlandese (n. 1749)
- 1805 - Giuseppe Renda, pittore italiano (n. 1772)
- 1806 - Mercuriale Prati, vescovo cattolico italiano (n. 1715)
- 1806 - Richard Weston, botanico e agronomo britannico (n. 1733)
- 1814 - Philip Astley, cavallerizzo inglese (n. 1742)
- 1814 - Gioacchino Pessuti, matematico e politico italiano (n. 1743)
- 1819 - Karl Wilhelm Ferdinand Solger, filosofo tedesco (n. 1780)
- 1821 - Alexandre-Angélique de Talleyrand-Périgord, cardinale, arcivescovo cattolico e politico francese (n. 1736)
- 1821 - Félix de Azara, geografo, naturalista e ingegnere spagnolo (n. 1742)
- 1822 - Giuseppe Maria Soli, architetto e pittore italiano (n. 1747)
- 1822 - Francesco Spannocchi Piccolomini, generale e nobile italiano (n. 1750)
- 1824 - Angelo Maria d'Elci, letterato italiano (n. 1751)
- 1824 - Jacques Nicolas Fleuriot de La Fleuriais, generale francese (n. 1738)
- 1824 - Jean de Noailles, nobile e scienziato francese (n. 1739)
- 1825 - Girolamo Lucchesini, diplomatico e scrittore italiano (n. 1751)
- 1826 - François-Antoine de Boissy d'Anglas, politico, rivoluzionario e avvocato francese (n. 1756)
- 1832 - Pietro Buratti, poeta italiano (n. 1772)
- 1835 - Chikuden Tanomura, pittore giapponese (n. 1777)
- 1838 - John Fitchett, poeta inglese (n. 1776)
- 1839 - John Russell, VI duca di Bedford, politico inglese (n. 1766)
- 1840 - Niccola Palma, presbitero, storiografo e storico italiano (n. 1777)
- 1840 - Defendente Sacchi, giornalista, filosofo e scrittore italiano (n. 1796)
- 1846 - Jean-Joseph-Xavier Bidauld, pittore francese (n. 1758)
- 1850 - Marie-Auguste Fabre des Essarts, vescovo cattolico francese (n. 1795)
- 1850 - Henryk Lubomirski, nobile e politico polacco (n. 1777)
- 1852 - Antonio Profumo, politico e mercante italiano (n. 1788)
- 1857 - Gaspare Martellini, pittore italiano (n. 1785)
- 1857 - Ours-Pierre-Armand Petit-Dufrénoy, geologo e mineralogista francese (n. 1792)
- 1862 - Angelo Bongiovanni di Castelborgo, generale italiano (n. 1802)
- 1864 - Carl Christian Rafn, storico, traduttore e antiquario danese (n. 1795)
- 1865 - Charles Dupeuty, drammaturgo e librettista francese (n. 1798)
- 1865 - Jan Kanty Maszkowski, pittore polacco (n. 1794)
- 1867 - Sarah Ann Glover, educatrice inglese (n. 1785)
- 1869 - Giovanni Giacinto Stella, missionario italiano (n. 1822)
- 1870 - Michael William Balfe, compositore, baritono e direttore d'orchestra irlandese (n. 1808)
- 1872 - Friedrich Welwitsch, botanico e esploratore austriaco (n. 1806)
- 1879 - Friedrich Wilhelm Theile, anatomista e medico tedesco (n. 1801)
- 1880 - Lydia Maria Child, scrittrice statunitense (n. 1802)
- 1880 - Gabriel de Chamberet, generale francese (n. 1816)
- 1882 - Julius von Kirchmann, filosofo e giurista tedesco (n. 1802)
- 1883 - George Chichester, III marchese di Donegall, politico irlandese (n. 1797)
- 1884 - Bartolomeo d'Avanzo, cardinale e vescovo cattolico italiano (n. 1811)
- 1885 - Michele Novaro, compositore e patriota italiano (n. 1818)
- 1886 - Francesco Scaramuzza, pittore e poeta italiano (n. 1803)
- 1887 - Alexander Beresford Hope, politico britannico (n. 1820)
- 1889 - Daniele Ranzoni, pittore italiano (n. 1843)
- 1891 - Attilio Portioli, letterato e numismatico italiano (n. 1830)
- 1894 - Massimiliano Magatti, avvocato e politico svizzero (n. 1821)
- 1894 - Ludwig Mauthner, oculista austriaco (n. 1840)
- 1896 - Pasquale Budetta, politico italiano (n. 1817)
- 1896 - Agostino Ricci, politico e militare italiano (n. 1832)
- 1896 - Panfilo Tabassi, patriota e politico italiano (n. 1803)
- 1896 - Félix Tisserand, astronomo francese (n. 1845)
- 1897 - Casimiro Teja, illustratore italiano (n. 1830)
- 1898 - Carlo Gregorutti, archeologo e collezionista d'arte italiano (n. 1821)
- 1899 - Domenico Perrero, letterato e storico italiano (n. 1820)
- 1900 - Naim Frashëri, poeta e patriota albanese (n. 1846)
- 1900 - Charles Dudley Warner, saggista e scrittore statunitense (n. 1829)

## XX secolo(221)
- 1901 - Angelo Poretti, imprenditore italiano (n. 1829)
- 1902 - Achille Gennarelli, patriota, politico e archeologo italiano (n. 1817)
- 1902 - Julie Hagen-Schwarz, pittrice tedesca (n. 1824)
- 1906 - Buck Ewing, giocatore di baseball e allenatore di baseball statunitense (n. 1859)
- 1907 - Édouard Otlet, imprenditore e politico belga (n. 1842)
- 1910 - Giuseppe Antonio Fedrigoni, imprenditore italiano (n. 1837)
- 1910 - David B. Hill, politico statunitense (n. 1843)
- 1910 - Rudolf von Khevenhüller-Metsch, diplomatico e nobile austriaco (n. 1844)
- 1910 - Ugolino Vivaldi Pasqua, aviatore italiano (n. 1885)
- 1913 - Charles Brookfield, attore e sceneggiatore inglese (n. 1857)
- 1913 - William Clark, arciere statunitense (n. 1842)
- 1913 - Daniel David Palmer, pseudoscienziato canadese (n. 1845)
- 1917 - Nathaniel Creswick, calciatore inglese (n. 1831)
- 1917 - Franz Stabbert, dirigibilista tedesco (n. 1881)
- 1919 - Saovabha Bongsri, regina thailandese (n. 1861)
- 1919 - Walter Brack, nuotatore tedesco (n. 1880)
- 1919 - Otto Gustav Koch, religioso e storico tedesco (n. 1849)
- 1919 - Vincenzo Macchi di Cellere, diplomatico e ambasciatore italiano (n. 1866)
- 1919 - Giovanni Martinelli, giurista e politico italiano (n. 1841)
- 1920 - Carlo Salvioni, linguista e glottologo svizzero (n. 1858)
- 1922 - Maria Bertilla Boscardin, religiosa italiana (n. 1888)
- 1922 - Stephan Burián, politico e diplomatico austriaco (n. 1852)
- 1923 - Francesco Speranzini, patriota e militare italiano (n. 1840)
- 1924 - Giacomo Kern, presbitero austriaco (n. 1897)
- 1924 - Clemente Onelli, naturalista, paleontologo e geologo italiano (n. 1864)
- 1925 - Arnold Robert, politico e numismatico svizzero (n. 1846)
- 1926 - Arthur Barrett, generale britannico (n. 1857)
- 1926 - Eugene Victor Debs, politico, sindacalista e attivista statunitense (n. 1855)
- 1926 - Francesco Gondrand, imprenditore italiano (n. 1840)
- 1926 - Suzanne Girod, tennista francese (n. 1871)
- 1927 - Eugen von Knilling, politico tedesco (n. 1865)
- 1928 - Mary Ingalls, statunitense (n. 1865)
- 1928 - Jack Peddie, calciatore scozzese (n. 1876)
- 1929 - José Batlle y Ordóñez, politico e giornalista uruguaiano (n. 1856)
- 1929 - Rudolf Kittel, biblista tedesco (n. 1853)
- 1929 - Giuseppe Lanza di Scalea, nobile e politico italiano (n. 1870)
- 1930 - Fernando Díaz de Mendoza, attore teatrale spagnolo (n. 1862)
- 1930 - Jurij Josypovyč Tjutjunnyk, militare ucraino (n. 1891)
- 1932 - John Freitag, canottiere statunitense (n. 1877)
- 1932 - Hermann Neisse, calciatore tedesco (n. 1889)
- 1932 - Giovanni Battista Pirelli, imprenditore, ingegnere e politico italiano (n. 1848)
- 1932 - Dorothy Snell, infermiera inglese (n. 1868)
- 1934 - Arthur Stockhoff, canottiere statunitense (n. 1879)
- 1935 - Adolphus Greely, esploratore statunitense (n. 1844)
- 1935 - Arthur Henderson, politico e sindacalista britannico (n. 1863)
- 1935 - Arthur Robison, regista e sceneggiatore tedesco (n. 1883)
- 1935 - Sidney Smith, sceneggiatore e regista statunitense (n. 1877)
- 1936 - Antonio Daniele, militare italiano (n. 1910)
- 1936 - Anne Sullivan, insegnante statunitense (n. 1866)
- 1937 - Mario Chiodo Grandi, pittore italiano (n. 1872)
- 1937 - Alexander Hoyos, politico austriaco (n. 1876)
- 1938 - Rodolfo Namias, chimico, fotografo e saggista italiano (n. 1867)
- 1939 - Tom Alexander, calciatore nordirlandese (n. 1873)
- 1939 - Otto Siffling, calciatore tedesco (n. 1912)
- 1940 - Gunnar Asplund, architetto svedese (n. 1885)
- 1941 - Johan Kemp, ginnasta finlandese (n. 1881)
- 1942 - May Robson, attrice statunitense (n. 1858)
- 1942 - Frederick Stock, direttore d'orchestra e compositore tedesco (n. 1872)
- 1943 - Antonio Legnani, ammiraglio italiano (n. 1888)
- 1944 - Mario Bastia, partigiano italiano (n. 1915)
- 1944 - Felix Bernard, compositore e pianista statunitense (n. 1897)
- 1944 - Milo Burcham, aviatore statunitense (n. 1903)
- 1944 - Ezio Giaccone, partigiano italiano (n. 1916)
- 1944 - Gabriel Grovlez, compositore e direttore d'orchestra francese (n. 1879)
- 1944 - Adolf Reichwein, educatore tedesco (n. 1898)
- 1944 - Magda Spiegel, contralto austro-ungarico (n. 1887)
- 1944 - Luigi Antonio Tami, antifascista e partigiano italiano (n. 1923)
- 1945 - Varvara Massalitinova, attrice sovietica (n. 1878)
- 1945 - Sam Wolstenholme, calciatore e allenatore di calcio inglese (n. 1877)
- 1947 - Gilbert Bougnol, schermidore francese (n. 1866)
- 1947 - Albert Howard, botanico britannico (n. 1873)
- 1948 - Stanley Garton, canottiere britannico (n. 1889)
- 1948 - Bert Sas, militare e funzionario olandese (n. 1892)
- 1948 - Peter Witt, politico statunitense (n. 1869)
- 1949 - Jacques Copeau, attore, regista teatrale e drammaturgo francese (n. 1879)
- 1950 - Henry Stimson, politico statunitense (n. 1867)
- 1952 - Enrico Bayon, medico e entomologo italiano (n. 1876)
- 1952 - Michail Ivanovič Rostovcev, storico russo (n. 1870)
- 1952 - Philip W. Sergeant, scrittore e scacchista britannico (n. 1872)
- 1953 - Antonio Amendola, politico italiano (n. 1916)
- 1953 - Werner Baumbach, militare e aviatore tedesco (n. 1916)
- 1953 - Robert Brooke-Popham, generale britannico (n. 1878)
- 1954 - Friedrich Hartjenstein, militare tedesco (n. 1905)
- 1955 - George McLoughlin, cestista irlandese (n. 1927)
- 1956 - Asvero Gravelli, giornalista, scrittore e politico italiano (n. 1902)
- 1957 - Jack Buchanan, attore, cantante e regista scozzese (n. 1891)
- 1957 - Giovanni Silva, astronomo e scienziato italiano (n. 1882)
- 1959 - Werner Krauss, attore tedesco (n. 1884)
- 1959 - Clary McKerrow, giocatore di lacrosse canadese (n. 1877)
- 1959 - Gustav Roller, calciatore tedesco (n. 1895)
- 1960 - Jean Houdemon, aviatore e generale francese (n. 1885)
- 1960 - Paul Rigaumont, pallanuotista belga (n. 1920)
- 1961 - Andjar Asmara, regista, sceneggiatore e drammaturgo indonesiano (n. 1902)
- 1961 - Kazimierz Laskowski, schermidore polacco (n. 1899)
- 1962 - Bruno Belin, calciatore jugoslavo (n. 1929)
- 1962 - Jesús Herrera Alonso, calciatore spagnolo (n. 1938)
- 1962 - Frederick Nicholas, calciatore inglese (n. 1893)
- 1963 - Ruggero Maregatti, velocista e lunghista italiano (n. 1905)
- 1963 - Diana Churchill, britannica (n. 1909)
- 1963 - Drusilla Tanzi, scrittrice italiana (n. 1885)
- 1964 - Herbert Hoover, politico statunitense (n. 1874)
- 1964 - Gino Tozzi, partigiano italiano (n. 1924)
- 1965 - Corrado Govoni, poeta italiano (n. 1884)
- 1965 - Kameto Kuroshima, ammiraglio giapponese (n. 1893)
- 1965 - Edward McLaughlin, mafioso statunitense
- 1965 - Giulio Natali, storico della letteratura italiano (n. 1875)
- 1965 - Guglielmo Piantoni, calciatore italiano (n. 1912)
- 1966 - Harry Flood Byrd, politico statunitense (n. 1887)
- 1967 - Riccardo Fabbri, politico e sindacalista italiano (n. 1920)
- 1967 - Jean-Henri Humbert, esploratore e botanico francese (n. 1887)
- 1967 - Paul Voyeux, calciatore francese (n. 1884)
- 1967 - Shigeru Yoshida, politico giapponese (n. 1878)
- 1968 - Paul Vincent Carroll, scrittore, drammaturgo e sceneggiatore irlandese (n. 1900)
- 1968 - August Werner, calciatore tedesco (n. 1896)
- 1969 - Antonio Costantini, politico italiano (n. 1899)
- 1969 - Werner Janensch, paleontologo e geologo tedesco (n. 1878)
- 1969 - Salvatore Rotolo, vescovo cattolico italiano (n. 1881)
- 1969 - Salvatore Sanmartino, politico italiano (n. 1886)
- 1970 - Ted "Kid" Lewis, pugile britannico (n. 1893)
- 1970 - Stefano Pascolini, ammiraglio italiano (n. 1918)
- 1970 - Patrick Wymark, attore britannico (n. 1926)
- 1971 - Vittorio Ambrosini, militare e giornalista italiano (n. 1893)
- 1971 - Elio Ballesi, politico italiano (n. 1920)
- 1971 - Arthur Mandler, compositore di scacchi cecoslovacco (n. 1891)
- 1971 - Nelson Russell, militare britannico (n. 1897)
- 1972 - Gottfried Martin, filosofo tedesco (n. 1901)
- 1972 - Georg "Irg" Steiner, alpinista austriaco (n. 1888)
- 1973 - Angelo De Carlo, mafioso statunitense (n. 1902)
- 1973 - Auguste Garrebeek, ciclista su strada belga (n. 1912)
- 1973 - Lucien Moraweck, compositore francese (n. 1901)
- 1973 - Emil Seifert, calciatore cecoslovacco (n. 1900)
- 1974 - Gori Castellani, aviatore e militare italiano (n. 1902)
- 1974 - Woody Grimshaw, cestista e allenatore di pallacanestro statunitense (n. 1919)
- 1974 - Vilho Pekkala, lottatore finlandese (n. 1898)
- 1977 - Alberto Cardone, regista, sceneggiatore e montatore italiano (n. 1920)
- 1977 - Cassie Gaines, cantante statunitense (n. 1948)
- 1977 - Steve Gaines, chitarrista statunitense (n. 1949)
- 1977 - Albert Olsson, calciatore svedese (n. 1896)
- 1977 - Ronnie Van Zant, cantante statunitense (n. 1948)
- 1977 - Marie-Thérèse Walter, modella francese (n. 1909)
- 1977 - Rolf Wuthmann, generale tedesco (n. 1893)
- 1978 - Bernhard Karlgren, linguista, filologo e sinologo svedese (n. 1889)
- 1978 - Gunnar Nilsson, pilota automobilistico svedese (n. 1948)
- 1978 - Renzo Ricci, attore e regista teatrale italiano (n. 1899)
- 1978 - Zdzisław Styczeń, calciatore polacco (n. 1894)
- 1979 - Luigi Capuano, regista e sceneggiatore italiano (n. 1904)
- 1979 - Marcel Quertinmont, ciclista su strada belga (n. 1919)
- 1980 - Tino Buazzelli, attore italiano (n. 1922)
- 1980 - Phoebe Holcroft Watson, tennista britannica (n. 1898)
- 1980 - Stefán Jóhann Stefánsson, politico islandese (n. 1894)
- 1980 - Robert Whittaker, biologo statunitense (n. 1920)
- 1981 - Aldo Aimi, calciatore italiano (n. 1906)
- 1981 - Mary Chase, scrittrice statunitense (n. 1906)
- 1982 - Elvira Cortese, attrice italiana (n. 1910)
- 1982 - Jimmy McGrory, calciatore e allenatore di calcio scozzese (n. 1904)
- 1982 - Korczak Ziolkowski, scultore statunitense (n. 1908)
- 1983 - Otto Aasen, combinatista nordico e saltatore con gli sci norvegese (n. 1894)
- 1983 - Irene Sänger-Bredt, ingegnera, matematica e fisica tedesca (n. 1911)
- 1983 - Merle Travis, chitarrista e cantante statunitense (n. 1917)
- 1984 - Carl Ferdinand Cori, biochimico ceco (n. 1896)
- 1984 - Paul Dirac, fisico britannico (n. 1902)
- 1984 - Tina Hedström, attrice svedese (n. 1942)
- 1984 - Budd Johnson, sassofonista, clarinettista e arrangiatore statunitense (n. 1910)
- 1984 - Pierre Kast, regista cinematografico e sceneggiatore francese (n. 1920)
- 1984 - Boris Nikitin, nuotatore sovietico (n. 1938)
- 1984 - Serafino Romani, allenatore di calcio e calciatore italiano (n. 1921)
- 1985 - Guerrino Cucchi, sindacalista italiano (n. 1918)
- 1985 - Knud Børge Overgaard, calciatore danese (n. 1918)
- 1985 - Nils Svenningsen, diplomatico danese (n. 1894)
- 1985 - Enzo Tarquinio, pittore, decoratore e restauratore italiano (n. 1911)
- 1986 - Angela Basarocco, religiosa italiana (n. 1914)
- 1986 - Fritz Hochwälder, scrittore e drammaturgo austriaco (n. 1911)
- 1986 - Alain Moineau, ciclista su strada francese (n. 1928)
- 1986 - Cherubino Trabucchi, psichiatra italiano (n. 1911)
- 1986 - Tadao Uesako, ginnasta giapponese (n. 1926)
- 1987 - Andrej Nikolaevič Kolmogorov, matematico sovietico (n. 1903)
- 1987 - Mecha Ortiz, attrice argentina (n. 1900)
- 1987 - Leto Prunecchi, calciatore italiano (n. 1925)
- 1988 - Ulrich Beyer, pugile tedesco (n. 1947)
- 1988 - Nino Nutrizio, giornalista italiano (n. 1911)
- 1988 - Giorgio Tranzocchi, dirigente d'azienda italiano (n. 1922)
- 1989 - Angelo Platania, fumettista italiano (n. 1919)
- 1989 - Anthony Quayle, attore britannico (n. 1913)
- 1990 - Colette Audry, drammaturga, scrittrice e sceneggiatrice francese (n. 1906)
- 1990 - Bridget Bate Tichenor, pittrice messicana (n. 1917)
- 1990 - Gianfranco Brunetti, avvocato e dirigente sportivo italiano (n. 1907)
- 1990 - Joel McCrea, attore statunitense (n. 1905)
- 1991 - Georges Beuchat, inventore e imprenditore francese (n. 1910)
- 1991 - Giuseppe Ierna, compositore italiano (n. 1905)
- 1991 - Ronald M. Schernikau, scrittore tedesco (n. 1960)
- 1991 - DJ Trip, disc jockey italiano (n. 1964)
- 1991 - Ginevra Zanetti, storica italiana (n. 1906)
- 1992 - Mimì Aylmer, cantante e attrice italiana (n. 1896)
- 1992 - Francisco Borrell, cestista spagnolo (n. 1934)
- 1992 - Alexander Camaro, pittore tedesco (n. 1901)
- 1992 - Koča Popović, partigiano, generale e politico jugoslavo (n. 1908)
- 1992 - Shirō Yoshii, allenatore di pallacanestro giapponese (n. 1919)
- 1993 - Ermenegildo Manfredi, politico italiano (n. 1942)
- 1993 - Pierre Michel Pango, presbitero e musicista ivoriano (n. 1928)
- 1994 - Sergej Fëdorovič Bondarčuk, regista, sceneggiatore e attore sovietico (n. 1920)
- 1994 - Burt Lancaster, attore, regista e produttore cinematografico statunitense (n. 1913)
- 1994 - Teresa Mantero, filologa classica italiana (n. 1920)
- 1994 - Giacomo Rossi Stuart, attore italiano (n. 1925)
- 1995 - Riccardo Carapellese, allenatore di calcio e calciatore italiano (n. 1922)
- 1995 - Rina Chiarini, partigiana italiana (n. 1909)
- 1995 - Christopher Stone, attore statunitense (n. 1940)
- 1995 - Tecla Tofano, artista e scrittrice venezuelana (n. 1927)
- 1996 - Robert Benayoun, critico cinematografico e scrittore francese (n. 1926)
- 1996 - José Antonio Espinosa, ciclista su strada spagnolo (n. 1969)
- 1996 - Dag Norberg, linguista, filologo e latinista svedese (n. 1909)
- 1997 - Manuel Rodríguez Barros, ciclista su strada spagnolo (n. 1926)
- 1997 - Henry Vestine, chitarrista statunitense (n. 1944)
- 1998 - Giuseppe Cella, allenatore di calcio e calciatore italiano (n. 1910)
- 1998 - Stelman, pittore italiano (n. 1927)
- 1998 - René Pleimelding, allenatore di calcio e calciatore francese (n. 1925)
- 1999 - Jack Lynch, politico irlandese (n. 1917)
- 1999 - Ivan Motika, partigiano, politico e avvocato jugoslavo (n. 1907)
- 1999 - Willi Schröder, calciatore tedesco (n. 1928)
- 2000 - Guillermo Barbadillo, calciatore peruviano (n. 1925)
- 2000 - Fernando Muscat, cestista spagnolo (n. 1911)
- 2000 - Paolo Tabanelli, calciatore e allenatore di calcio italiano (n. 1915)

## XXI secolo(154)
- 2001 - Angelo Gino Agnese, anarchico, attivista e fisico italiano (n. 1940)
- 2001 - Philippe Agostini, direttore della fotografia, regista e sceneggiatore francese (n. 1910)
- 2001 - Enzo Bellini, calciatore e allenatore di calcio italiano (n. 1917)
- 2001 - Theodor Kotulla, regista polacco (n. 1928)
- 2001 - Nebojša Popović, cestista, allenatore di pallacanestro e dirigente sportivo jugoslavo (n. 1923)
- 2002 - Bernard Fresson, attore francese (n. 1931)
- 2002 - Domenico Laiolo, aviatore e militare italiano (n. 1920)
- 2003 - Giulio Dolchi, politico e partigiano italiano (n. 1921)
- 2003 - Jack Elam, attore statunitense (n. 1920)
- 2003 - Radhia Haddad, attivista tunisina (n. 1922)
- 2003 - Donald G. Jackson, regista e produttore cinematografico statunitense (n. 1943)
- 2003 - Virgilio Marzot, dirigente sportivo italiano (n. 1925)
- 2004 - Cara Dunne-Yates, sciatrice alpina, paraciclista e avvocata statunitense (n. 1970)
- 2004 - Anthony Hecht, poeta statunitense (n. 1923)
- 2004 - Alessandro Leombroni, cestista italiano (n. 1950)
- 2004 - Veranika Čarkasava, giornalista bielorussa (n. 1959)
- 2005 - Rudi Felgenheier, pilota motociclistico tedesco (n. 1930)
- 2005 - Jean-Michel Folon, illustratore, pittore e scultore belga (n. 1934)
- 2005 - Shirley Horn, cantante e pianista statunitense (n. 1934)
- 2005 - Willie Sojourner, cestista statunitense (n. 1948)
- 2005 - Eva Švankmajerová, artista, poetessa e scenografa ceca (n. 1940)
- 2006 - Ab'Aigre, fumettista e illustratore svizzero (n. 1949)
- 2006 - Irene Galitzine, stilista russa (n. 1916)
- 2006 - Maxi Herber, pattinatrice artistica su ghiaccio tedesca (n. 1920)
- 2006 - Enrique Martegani, calciatore argentino (n. 1925)
- 2006 - Kaarlo Tuominen, siepista finlandese (n. 1908)
- 2006 - Sergio Veljak, pallavolista e allenatore di pallavolo italiano (n. 1944)
- 2006 - Arnold Viiding, pesista e discobolo estone (n. 1911)
- 2006 - Jane Wyatt, attrice statunitense (n. 1910)
- 2007 - Mario Canciani, presbitero, biblista e scrittore italiano (n. 1928)
- 2007 - Max McGee, giocatore di football americano statunitense (n. 1932)
- 2007 - Josep Pintat-Solans, politico andorrano (n. 1921)
- 2007 - Paul Raven, bassista britannico (n. 1961)
- 2007 - Pietro Valdo Panascia, italiano (n. 1910)
- 2007 - Henk Vredeling, politico olandese (n. 1924)
- 2008 - Gianfilippo Benedetti, politico italiano (n. 1928)
- 2008 - Suor Emmanuelle, religiosa e missionaria belga (n. 1908)
- 2008 - Vittorio Foa, politico, sindacalista e giornalista italiano (n. 1910)
- 2008 - Virgil Gonsalves, sassofonista statunitense (n. 1931)
- 2008 - Gene Hickerson, giocatore di football americano statunitense (n. 1935)
- 2008 - C. V. Sridhar, regista, sceneggiatore e produttore cinematografico indiano (n. 1933)
- 2008 - Evgenij Firsovič Šerstobitov, regista sovietico (n. 1928)
- 2009 - Giuseppe Ardito, militare italiano (n. 1938)
- 2009 - Ivan Burigotto, ciclista su strada italiano (n. 1935)
- 2009 - Francesco De Robbio, arbitro di calcio e dirigente sportivo italiano (n. 1926)
- 2009 - Joe Hutton, cestista e allenatore di pallacanestro statunitense (n. 1928)
- 2009 - Leszek Nowak, filosofo polacco (n. 1943)
- 2009 - Jef Nys, fumettista belga (n. 1927)
- 2009 - Jurij Rjazanov, ginnasta russo (n. 1987)
- 2010 - Gérard Denecheau, tiratore a segno francese (n. 1939)
- 2010 - Ari Up, cantante tedesca (n. 1962)
- 2010 - Bob Guccione, editore, disegnatore e produttore cinematografico statunitense (n. 1930)
- 2010 - Eva Ibbotson, scrittrice britannica (n. 1925)
- 2010 - Robert Katz, giornalista e scrittore statunitense (n. 1933)
- 2010 - Farooq Leghari, politico pakistano (n. 1940)
- 2010 - George Mallet, politico santaluciano (n. 1923)
- 2010 - Robert Paynter, direttore della fotografia britannico (n. 1928)
- 2010 - Erminio Teruzzi, calciatore italiano (n. 1921)
- 2011 - Lorenzo Calafiore, lottatore italiano (n. 1935)
- 2011 - John Bosco Manat Chuabsamai, vescovo cattolico thailandese (n. 1935)
- 2011 - Muʿammar Gheddafi, rivoluzionario, politico e militare libico (n. 1942)
- 2011 - Mutassim Gheddafi, politico e militare libico (n. 1974)
- 2011 - Gale Gillingham, giocatore di football americano statunitense (n. 1944)
- 2011 - Nino Ippolito, compositore e direttore di banda italiano (n. 1922)
- 2011 - Abu Bakr Yunis Jabr, generale e politico libico (n. 1952)
- 2011 - Sue Lloyd, modella, attrice e ballerina britannica (n. 1939)
- 2011 - Francesca Palopoli, attrice e doppiatrice italiana (n. 1927)
- 2011 - Antoine Pazur, calciatore francese (n. 1931)
- 2011 - Iztok Puc, pallamanista croato (n. 1966)
- 2012 - Carmine Adamo, pittore italiano (n. 1919)
- 2012 - Caio Mario Coluzzi Bartoccioni, biologo e epidemiologo italiano (n. 1938)
- 2012 - Paul Kurtz, filosofo statunitense (n. 1925)
- 2012 - John McConnell, attivista statunitense (n. 1915)
- 2012 - Joe Melia, attore britannico (n. 1935)
- 2012 - Bruno Randazzo, politico italiano (n. 1936)
- 2012 - Edward Donnall Thomas, chirurgo statunitense (n. 1920)
- 2013 - Jovanka Broz, politica jugoslava (n. 1924)
- 2013 - Gianni Ferrio, direttore d'orchestra, arrangiatore e compositore italiano (n. 1924)
- 2013 - André Guillou, bizantinista francese (n. 1923)
- 2013 - Lawrence Klein, economista statunitense (n. 1920)
- 2013 - Peter Koch, compositore tedesco (n. 1925)
- 2013 - Imre Nagy, pentatleta ungherese (n. 1933)
- 2013 - Angelo Nuvoletta, mafioso italiano (n. 1942)
- 2013 - Jackie Rea, giocatore di snooker britannico (n. 1921)
- 2013 - Joginder Singh, pilota di rally keniota (n. 1932)
- 2013 - Bram Wiertz, calciatore olandese (n. 1919)
- 2014 - José Luis Abós, allenatore di pallacanestro e dirigente sportivo spagnolo (n. 1961)
- 2014 - Sandro Allegretti, restauratore e pittore italiano (n. 1938)
- 2014 - Ox Baker, wrestler statunitense (n. 1934)
- 2014 - Gerd Bonk, sollevatore tedesco orientale (n. 1951)
- 2014 - René Burri, fotografo svizzero (n. 1933)
- 2014 - Christophe de Margerie, dirigente d'azienda francese (n. 1951)
- 2014 - Pavle Merkù, compositore, etnomusicologo e linguista sloveno (n. 1927)
- 2014 - Manoel Raymundo Pais de Almeida, imprenditore, dirigente sportivo e allenatore di calcio brasiliano (n. 1921)
- 2014 - Oscar de la Renta, stilista dominicano (n. 1932)
- 2015 - Giorgio D'Adamo, paroliere e bassista italiano (n. 1948)
- 2015 - Makīs Dendrinos, cestista e allenatore di pallacanestro greco (n. 1950)
- 2015 - Bobby Gilbert, calciatore irlandese (n. 1939)
- 2015 - Gino Menicucci, arbitro di calcio italiano (n. 1938)
- 2015 - Juan Negri, calciatore cileno (n. 1925)
- 2016 - David Bellini, sceneggiatore, regista e autore televisivo italiano (n. 1972)
- 2016 - Hernán Huarache Mamani, scrittore peruviano (n. 1943)
- 2016 - Michael Massee, attore statunitense (n. 1952)
- 2016 - Augusto Palmonari, medico e psicologo italiano (n. 1935)
- 2016 - Russell Riches, cestista australiano (n. 1946)
- 2016 - Junko Tabei, alpinista giapponese (n. 1939)
- 2017 - Federico Luppi, attore argentino (n. 1936)
- 2017 - Justin Reed, cestista statunitense (n. 1982)
- 2018 - Jun Ashida, stilista e imprenditore giapponese (n. 1930)
- 2018 - Bruno Bertotti, fisico italiano (n. 1930)
- 2018 - Wim Kok, politico e sindacalista olandese (n. 1938)
- 2019 - Kaneta Kimotsuki, doppiatore giapponese (n. 1935)
- 2019 - Plinio Maggi, cantante, compositore e paroliere italiano (n. 1940)
- 2019 - Cristóbal Maldonado, calciatore e allenatore di calcio paraguaiano (n. 1950)
- 2019 - Nick Tosches, scrittore, giornalista e biografo statunitense (n. 1949)
- 2020 - Mario Baruzzi, pugile italiano (n. 1946)
- 2020 - Yogiraj Aruna Nath Giri, mistico argentino (n. 1941)
- 2020 - Stuart MacKenzie, canottiere australiano (n. 1936)
- 2020 - Bruno Martini, calciatore e allenatore di calcio francese (n. 1962)
- 2020 - Bill Mathis, giocatore di football americano statunitense (n. 1938)
- 2020 - Roberto Melchionda, saggista, giornalista e politico italiano (n. 1927)
- 2020 - David Murray, pallanuotista britannico (n. 1925)
- 2020 - Noria Nalli, giornalista, scrittrice e blogger italiana (n. 1965)
- 2020 - James Randi, illusionista, divulgatore scientifico e personaggio televisivo canadese (n. 1928)
- 2020 - Irina Skobceva, attrice sovietica (n. 1927)
- 2020 - Renato Ugo, chimico italiano (n. 1938)
- 2020 - Lea Vergine, critica d'arte e saggista italiana (n. 1936)
- 2021 - Adelina Corbanese, rugbista a 15, allenatore di rugby a 15 e sindacalista italiana (n. 1966)
- 2021 - Mihály Csíkszentmihályi, psicologo ungherese (n. 1934)
- 2021 - Dino Felisetti, politico italiano (n. 1919)
- 2021 - Dragan Pantelić, calciatore jugoslavo (n. 1951)
- 2021 - Maurizio Vitale, filologo italiano (n. 1922)
- 2022 - Luciano Agostiniani, linguista italiano (n. 1939)
- 2022 - Ron Masak, attore e doppiatore statunitense (n. 1936)
- 2022 - Jimmy Millar, calciatore scozzese (n. 1934)
- 2022 - Lucy Simon, cantautrice e compositrice statunitense (n. 1940)
- 2022 - Domenico Tempio, giornalista, editorialista e arbitro di calcio italiano (n. 1936)
- 2022 - Tsin Ting, cantante, attrice e doppiatrice taiwanese (n. 1934)
- 2022 - Maria Luisa Valenti Ronco, giornalista e scrittrice italiana (n. 1926)
- 2023 - Layla Balabakki, scrittrice, giornalista e attivista libanese (n. 1936)
- 2023 - Giambattista Cescutti, cestista e allenatore di pallacanestro italiano (n. 1939)
- 2023 - Hans Domenig, fotografo, scrittore e pastore protestante svizzero (n. 1934)
- 2023 - Haydn Gwynne, attrice e cantante britannica (n. 1957)
- 2023 - Hiba Abu Nada, poetessa e romanziera palestinese (n. 1991)
- 2024 - Eugenio Dal Corso, cardinale e vescovo cattolico italiano (n. 1939)
- 2024 - Barbara Dane, cantante statunitense (n. 1927)
- 2024 - Adamo Dionisi, attore italiano (n. 1965)
- 2024 - Dong Zhiming, paleontologo cinese (n. 1937)
- 2024 - Fethullah Gülen, predicatore, politologo e scrittore turco (n. 1941)
- 2024 - Andy Ireland, politico statunitense (n. 1930)
- 2024 - Paolo Micalizzi, giornalista e critico cinematografico italiano (n. 1938)
- 2024 - Michael Newman, attore statunitense (n. 1957)
- 2024 - Janusz Olejniczak, pianista e attore polacco (n. 1952)
- 2024 - Luigi Rocca, calciatore e allenatore di calcio italiano (n. 1963)